# Meliše
Meliše este o localitate din comuna Ljubno, Slovenia, cu o populație de 51 de locuitori.